# Тяжлов, Анатолий Степанович
Анатолий Степанович Тяжлов (11 октября 1942, Копейск, Челябинская область — 28 июля 2008, Никифоровское) — российский государственный деятель. Глава администрации Московской области (1991—1995), первый губернатор Московской области (1995—2000), член Совета Федерации  (1993—1995 и 1995—1999), депутат Государственной думы (1999—2001) от партии «Отечество». Заслуженный строитель Российской Федерации (1994).

## Биография
До прихода в политику работал в строительных организациях Челябинской, Оренбургской и Московской областей. С 1959 по 1969 год работал арматурщиком треста «Копейскуголь», каменщиком треста «Челябгражданстрой», затем мастером, технологом, начальником цеха, начальником отдела, главным инженером Оренбургского завода сборного железобетона. Окончил Челябинский политехнический институт в 1964 году.
В 1969—1973 годах — главный инженер Орехово-Зуевского домостроительного комбината, главный инженер Егорьевского сельского строительного комбината. В 1973—1982 годах — главный инженер, управляющий трестом, начальник технического управления ПСМО-9 Главмособлстроя (в Электростали). В 1982—1990 годах — начальник ПСМО-9 Главмособлстроя, заместитель начальника Главмособлстроя, первый заместитель Мособлстройкомитета, председатель государственно-производственной ассоциации «Мособлстройматериалы».

### Политическая деятельность
До августа 1991 года был членом КПСС. В 1990 году был выдвинут кандидатом в народные депутаты РСФСР по Коломенскому национально-территориальному округу.
В 1990—1991 годах — председатель исполкома Московского областного совета.
16 октября 1991 года указом президента РСФСР Бориса Ельцина Тяжлов был назначен главой администрации Московской области.
17 декабря 1995 года был избран губернатором Московской области. Политически был близок другим выходцам из советской производственной номенклатуры Борису Ельцину, Виктору Черномырдину и Юрию Лужкову, поддерживал идею интеграции Москвы и Московской области.
Избирался президентом Международной ассоциации «Породненные города» (1991), президентом Ассоциации глав администраций краев и областей — председателем Союза губернаторов России (1992). Входил в Координационный совет по введению в действие системы приватизационных чеков при Правительстве РФ (1992), в состав Федеральной государственной комиссии по вопросам реформы органов представительной власти и организации местного самоуправления (с 1993 года), в состав Комиссии Правительства РФ по вопросам разграничения полномочий федеральных органов исполнительной власти и органов исполнительной власти субъектов РФ (1994). Избирался членом Совета и членом ревизионной комиссии Всероссийского общественно-политического движения «Наш дом — Россия» (НДР), до мая 1999 года являлся председателем совета московской областной региональной организации НДР, был освобожден от обязанностей по собственной просьбе в связи с избранием в апреле 1999 года главой московского областного регионального отделения движения «Отечество» (позднее «Отечество — Вся Россия» — ОВР).
Избирался депутатом Совета Федерации первого созыва (1993—1995). В 1996—1999 годах — член Совета Федерации по должности, являлся членом Комитета по делам СНГ. 19 декабря 1999 года на очередных выборах губернатора Московской области в первом туре занял четвертое место (13 % голосов) и выбыл из дальнейшей борьбы, его место занял Борис Громов. Предвыборная кампания Громова в значительной мере была построена на критике промосковской политики Тяжлова, не дававшей региону никаких преимуществ, его связях с уходящей и крайне непопулярной «командой Ельцина».
Баллотировался в Государственную думу от избирательного блока ОВР и стал одним из депутатов третьего созыва нижней палаты российского парламента (1999—2003).

Могила Тяжлова на Троекуровском кладбище Москвы

Скончался 28 июля 2008 года в деревне Никифоровское Одинцовского района. 30 июля состоялось отпевание в Георгиевском соборе города Одинцово, похоронен на Троекуровском кладбище в Москве.

## Награды и звания
- Орден «За заслуги перед Отечеством» II степени (9 октября 1997 года) — за заслуги перед государством, большой вклад в укрепление экономики, проведение реформ и демократических преобразований[4]
- Орден Святого Благоверного князя Даниила Московского II степени (РПЦ) — за вклад в восстановление монастырей и храмов Подмосковья
- Серебряная медаль Петра I
- Премия Совета Министров СССР — за мужество и героизм, проявленные при спасении пострадавших от землетрясения в Армении
- Заслуженный строитель Российской Федерации (29 декабря 1994 года) — за заслуги в области строительства и многолетний добросовестный труд[5]
- Благодарность Президента Российской Федерации (12 августа 1996 года) — за активное участие в организации и проведении выборной кампании Президента Российской Федерации в 1996 году[6]
- Благодарность Президента Российской Федерации (28 сентября 1999 года) — за большой вклад в укрепление экономики и развитие социальной сферы[7]
- Почётная грамота Кыргызской Республики (22 января 1997 года, Кыргызстан) — за вклад в укрепление сотрудничества Кыргызской Республики с Российской Федерацией и в связи с 5-летием образования Содружества Независимых Государств[8]